# Angelica × mixta
Angelica × mixta är en hybridart i släktet kvannar (Angelica) och familjen flockblommiga växter. Den beskrevs av Erasmus Iuliu Nyárády och Ioan Todor 1958.
Arten är en hybrid mellan kvanne (A. archangelica) och strätta (A. sylvestris) och förekommer i Rumänien.